# Districte de Leer
El Districte de Leer (en alemany Landkreis Leer) és un districte de l'estat federal de Baixa Saxònia (Alemanya). La capital de districte és Leer i forma part de la Frísia Oriental. Limita al nord amb la ciutat-districte (kreisfreie Stadt) d'Emden amb el districte d'Aurich així com amb els districtes de Wittmund i Friesland. Al sud limita amb el Landkreis Emsland. Té a l'est una petita porció de costa a Dollart, i allí a les illes Frisones hi ha la ciutat de Borkum.

## Història
El 1744 Frísia Oriental va ser annexionada per Prússia. El 1867 la regió se subdivideix en els districtes de Leer i Weener. El 1932 es van fusionar aquests dos districtes.

## Ciutats i comunitats
(Habitants a 30 de juny de 2005)
Municipis
1. Ciutat de Borkum (5.513)
2. Bunde (7.555)
3. Jemgum (3.712)
4. Ciutat de Leer (33.838)
5. Moormerland [Capital: Warsingsfehn] (22.335)
6. Ostrhauderfehn (10.708)
7. Rhauderfehn [Capital: Westrhauderfehn] (17.281)
8. Uplengen [Capital: Remels] (11.355)
9. Ciutat de Weener (15.602)
10. Westoverledingen [Capital: Ihrhove] (20.098)

Municipis conjunts
- 1. Municipi conjunt d'Hesel (10.242)

1. Brinkum (643)
2. Firrel (811)
3. Hesel (seu) (4.132)
4. Holtland (2.255)
5. Neukamperfehn (1.639)
6. Schwerinsdorf (762)

Municipis del districte de Leer

- 2. Municipi conjunt de Jümme (6.429)

1. Detern, Flecken (2.639)
2. Filsum (seu) (2.134)
3. Nortmoor (1.656)

Districte sense municipi
- Illes Lütje Hörn
(0,31 km², no habitades)

## Presidents del Landrat
- 1879–1890: Johann Theodor Meyer
- 1890–1894: Dr. Albert Lots
- 1894–1899: Dr. Graf Georg Erhard von Wedel-Gödens
- 1899–1904: Graf Clemens von Wedel
- 1904–1909: Freiherr Ferdinand Schenk zu Schweinsberg
- 1910–1930: Geh. Regierungsrat Ludwig Kleine
- 1930–1945: Hermann Conring
- 1945–1949: Hans Windels
- 1950–1951: Ernst Stendel
- 1951–1952: Dr. Wübbo van Lessen
- 1952–1956: Hermann Conring, CDU
- 1956–1963: Theus Bracht, SPD
- 1963–1964: Jürgen Thiemens
- 1964–1965: Hermann Übel
- 1965–1973: Anton Wübbena-Mecima, CDU
- 1973–1982: Alfons Pawelczyk, SPD
- 1982–1986: Harm Weber, SPD
- 1986–1997: Helmut Collmann, SPD
- 1997–2001: Andreas Schaeder, SPD
- 2001- : Bernhard Bramlage, SPD